# Nicola Romeo
Nicola Romeo (ur. 28 kwietnia 1876 w Sant’Antimo, zm. 15 sierpnia 1938) – włoski przedsiębiorca, jeden z pionierów motoryzacji, twórca przedsiębiorstwa motoryzacyjnego Alfa Romeo.

## Życiorys
Urodził się w Sant’Antimo w pobliżu Neapolu 28 kwietnia 1876 roku. Ukończył studia na wydziale inżynierii cywilnej Uniwersytetu w Neapolu, a następnie elektrotechniki w belgijskim Liège. Po studiach zamieszkał we Francji oraz Niemczech, gdzie zajmował się biznesem kolejowym. W 1906 roku założył w Mediolanie firmę, sprowadzającą ze Stanów Zjednoczonych elementy maszyn.
Podczas I wojny światowej pracował jako dostawca dla wojska, w tym czasie przejął upadającą firmę samochodową Alfa, która zaczęła odtąd produkować na potrzeby armii.
Po zakończeniu wojny zajął się produkcją maszyn dla rolnictwa i kolei. W 1919 roku Romeo zmienił nazwę firmy Alfa Romeo i wznowił produkcję samochodów.
W 1921 roku, z powodu kłopotów finansowych Banca Nazionale di Credito przejęło firmę na rzecz państwa włoskiego, choć Romeo zachował stanowisko dyrektora firmy. W 1928 roku, w zamian za umorzenie długów, zrzekł się kierownictwa i został senatorem. Wkrótce kupił małą firmę zarządzającą linią kolejową na południu kraju.
Zmarł 15 sierpnia 1938 roku w wieku 62 lat, w Magreglio koło Como.